# Ultra Magnusz
Ultra Magnusz egy kitalált szereplő a Transformers multiverzumban. Olykor Optimusz fővezér testvére, mert általában a játékigurái az újrafestett, illetve átalakított változatai Optimusz játékainak. Első megjelenése Japánban a Scramble city nevű exkluzív epizódban, nyugaton a Transformers: The Movie-ban 1986-ban.

## Története

### Képregény
Ultra Magnusz az amerikai kiadásban nem jelent meg, csak a rajzfilm egyik epizódjának adaptációjában, ami Magyarországon nem lett kiadva és nem illeszkedik az univerzumba, de a brit kiadásban, mind jövőbeli, mind jelen idejű változata fontos szerepet játszott. Itt, mint az eredeti játék leírása szerint Galvatron esküdt ellenségként szerepelt.

### Fun Publications
Ezen képregények nem jelentek meg magyarul, még rajongói fordításban sem.

### Transformers: Timelines (Shattered Glass)
Ezen történetek képregény, illetve szöveg alapú formában jelentek meg és ezeknek sincs se hivatalos se rajongói magyar fordítása. Ultra Magnusz egyike a gonosz Autobotoknak a Fun Publications Shattered Glass nevű úgynevezett negatív pólusú univerzumában (ismertebb nevén tüköruniverzum, az ilyen univerzumokban lakó karakterek személyisége általában az ellentéte "szokásos" pozitív pólusú változatának). Ő Optimusz fővezér öccse és korábban egy magas rangú vezető az Autobot diktatúrában.

## Transformers: Prime
A harmadik évadban jelenik meg. Szigorú és módszeres parancsnok, ragaszkodik a katonai protokollhoz. Kommandós osztagban szolgált. Ultra Magnus segítségével megtámadják az autobotok az álcákat. Egy piros-kék nyerges vontatóvá tud átalakulni. Ultra Magnus egyike volt annak a sok Autobotnak, amelyet az újtanács feketelistára helyezett, mivel Optimus Prime támogatója volt.

## Angry Birds Transformers
Ultra Magnusz játszható karakter az Angry Birds Transformers androidos/IOS-es videójátékban Red (A film szinkronjában Piros) által alakítva és a Red mint Optimusz karakter fehér újra festése. A "War Pass" második évadja óta az új és exkluzív "Major Ultra Magnus" rozsdafoltjaival szerepel. A "sima" változat 20 gyenge lila lézert lő és újra kell töltődjön, de a gyors tüzelés lehetővé teszi, hogy lelökje az építményeket és jó a rakéták lelövésére is. A "Mayor" Magnusz egy csomó rózsaszínű golyót lő, melyek egy nagy kanyart véve érnek célba. A golyók fekete nyomot hagynak.

## Fordítás
- Ez a szócikk részben vagy egészben  az   Ultra Magnus című angol Wikipédia-szócikk fordításán alapul.  Az eredeti cikk szerkesztőit annak laptörténete sorolja fel. Ez a jelzés csupán a megfogalmazás eredetét és a szerzői jogokat jelzi, nem szolgál a cikkben szereplő információk forrásmegjelöléseként.